# 궁줴현

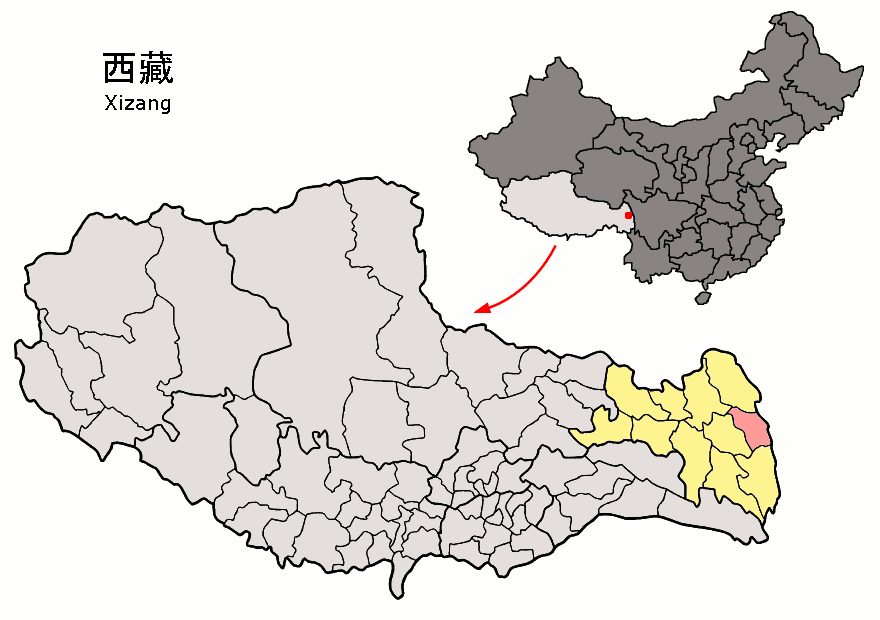
곤조 현의 위치

궁줴현(티베트어: གོ་འཇོ་རྫོང་ 곤조 종, 중국어: 贡觉县, 병음: Gòngjué Xiàn)은 티베트 자치구 창두 지구의 현급 행정구역이다. 넓이는 6256km2이고, 인구는 2007년 기준으로 40,000명이다.

## 지리
평균해발고도는 3600m이다. 연평균 기온은 5.2℃이고 연평균 강수량은 425.5mm이다. 무상일수는 109일이다.

## 행정 구역
1개 진, 11개 향을 관할한다.
- 진: 莫洛镇.
- 향: 敏都乡, 则巴乡, 罗麦乡, 沙东乡, 克日乡, 木协乡, 阿旺乡, 拉妥乡, 雄松乡, 哈加乡, 相皮乡.